# Борки (Пестовский район)
Борки — деревня в Пестовском муниципальном районе Новгородской области. Входит в состав Устюцкого сельского поселения. По всероссийской переписи населения 2010 года постоянного населения деревня не имеет.
Площадь территории деревни — 10,4 га. Борки находятся на северо-западном побережье Гусевского озера, на реке Рыдоложь в её истоке из озера, на Валдайской возвышенности, на высоте 161 м над уровнем моря, в 2 км к юго-востоку от Барсанихи и в 0,5 км к востоку от Нефедьева.

## История
В списке населённых мест Устюженского уезда Новгородской губернии за 1909 год деревня Борки указана как относящаяся к Барсанихской волости (2-го стана, 4-го земельного участка). Население деревни Борки, что была тогда на земле Барсанихского сельского общества — 136 жителей: мужчин — 67, женщин — 69, число жилых строений — 37; тогда в деревне была часовня и имелся хлебозапасный магазин. Затем с 10 июня 1918 года до 31 июля 1927 года в составе Устюженского уезда Череповецкой губернии, затем в Борковском сельсовете Пестовского района Череповецкого округа Ленинградской области. Население деревни в 1928 году — 104 человека. С ноября 1928 года в результате укрупнения сельсоветов Пестовского района Борковский сельсовет был упразднён, а деревня стала относится к новообразованному Барсанихскому сельсовету. По постановлению ЦИК и СНК СССР от 23 июля 1930 года Череповецкий округ был упразднён, а район перешёл в прямое подчинение Леноблисполкому. По Указу Президиума Верховного Совета СССР от 5 июля 1944 года Пестовский район был передан из Ленинградской области во вновь образованную Новгородскую область. Во время неудавшейся всесоюзной реформы по делению на сельские и промышленные районы и парторганизации, в соответствии с решениями ноябрьского (1962 года) пленума ЦК КПСС «о перестройке партийного руководства народным хозяйством» с 10 декабря 1962 года был образован, в числе прочих, крупный Пестовский сельский район на территории Дрегельского, Пестовского и Хвойнинского районов. Сельсовет и деревня вошли в состав этого района, а 1 февраля 1963 года административный Пестовский район в числе прочих был упразднён. Пленум ЦК КПСС, состоявшийся 16 ноября 1964 года восстановил прежний принцип партийного руководства народным хозяйством, после чего Указом Верховного Совета РСФСР от 12 января 1965 года сельские районы были преобразованы вновь в административные районы и решением Новгородского облисполкома № 6 от 14 января 1965 года сельсовет и деревня вновь в составе Пестовского района.
С принятием Российского закона от 6 июля 1991 года «О местном самоуправлении в РСФСР» и Указом Президента РФ № 1617 от 9 октября 1993 года «О реформе представительных органов власти и органов местного самоуправления в Российской Федерации» деятельность Барсанихского сельского Совета была досрочно прекращена. Позднее была образована образована Администрация Барсанихского сельсовета (Барсанихская сельская администрация). По результатам муниципальной реформы, с 2005 года деревня входит в состав муниципального образования — Устюцкое сельское поселение Пестовского муниципального района (местное самоуправление), по административно-территориальному устройству подчинена администрации Устюцкого сельского поселения Пестовского района.